# Energielabel

Voorbeeld van een energielabel voor een koelkast, volgens de indeling met plusjes zoals deze in gebruik was voor de vernieuwing die 1 maart 2021 werd ingevoerd

Het energielabel is een label dat volgens verschillende Europese richtlijnen (92/75/CEE, 94/2/CE, 95/12/CE, 96/89/CE, 2003/66/CE) moet worden meegeleverd bij de verkoop van onder andere auto’s, elektrische apparaten, lampen en gebouwen.
Dit label is een maatstaf voor de consument om te zien hoe zuinig, milieuvriendelijk en/of energiebesparend het aangekochte product is. Tevens staat er vaak informatie op over de prestaties van het product en de gebruikte materialen bij de productie.
In Nederland is de richtlijn geïmplementeerd als het Besluit van 25 februari 2012, houdende regels betreffende de etikettering van het energieverbruik van energiegerelateerde producten (Besluit etikettering energieverbruik energiegerelateerde producten). Op grond van richtlijn nr. 2010/30/EU stelt de Commissie gedelegeerde verordeningen (ook gedelegeerde handelingen genoemd) vast. Deze gedelegeerde handelingen hebben directe werking en behoeven daarom geen implementatie bij ministeriële regeling. Voor de productcategorieën waarvoor er nog geen verordening is blijft de ministeriële regeling voorlopig nog van kracht.
Het Kaderbesluit etikettering energiegebruik huishoudelijke apparatuur is ingetrokken.

## Grote apparaten

Het oude energielabel (tot 2010), voor een wasmachine

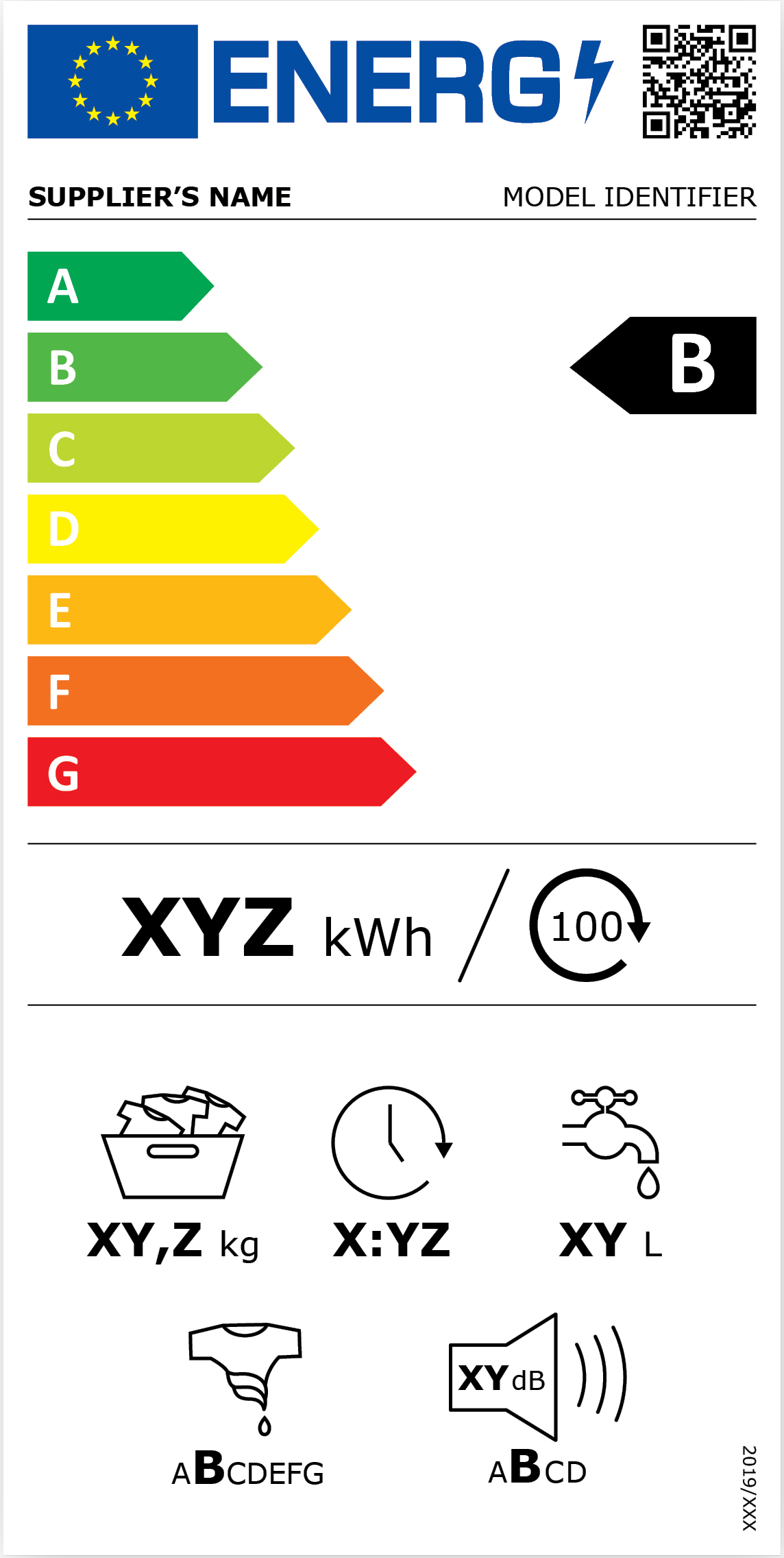
Energielabel vanaf 1 maart 2021 voor een wasmachine

### Labeling
De energielabels tot 2012 bij apparaten waren te verdelen in ten minste vier categorieën:
- De details omtrent het apparaat, zoals het model en de materialen gebruikt voor productie.
- Energieklasse: een schaal van A tot G, waarvan de kleur verandert van donkergroen bij A via geel bij D naar rood bij G. Hoe lager de aangegeven waarde, des te energiezuiniger is het aangekochte product in verhouding tot soortgelijke producten met eenzelfde capaciteit.
- Consumptie, efficiëntie, capaciteit etc.
- Geluid: het geluid dat het apparaat tijdens gebruik gemiddeld maakt, uitgedrukt in dB(A).

De energielabels zijn sinds 2012 aangepast.
Vanaf maart 2021 heeft de Europese Unie een nieuw energielabel ingevoerd. Dit label gaat van A tot en met G en kent geen extra toevoegingen van plusjes of percentages. Bij dit label geldt simpelweg: A is het meest zuinig en G het minst zuinig. Daarnaast zijn er nog een aantal andere dingen te zien op het energielabel. Zo wordt vanaf nu duidelijk aangegeven hoeveel energie een apparaat per 100 wasbeurten gebruikt en wordt bijvoorbeeld bij wasmachines ook de centrifugeerprestatie meegerekend. Ook het geluidsniveau telt mee voor op het uiteindelijke energielabel.

### Koelkasten, diepvriezers en combinaties
Bij koelkasten en diepvriezers geeft het label door middel van een kleur en een code de energie-efficiëntieklassen aan. Deze is gebaseerd op de energie-efficiëntie-index. Deze index geeft de verhouding van het energieverbruik van het apparaat ten opzichte van een gemiddelde voor eenzelfde soort apparaat (er worden 10 soorten koelapparaten onderscheiden) met dezelfde inhoud.
Het label vermeldt ook:
- Het gemiddelde energieverbruik per jaar;
- de inhoud van het koelgedeelte en die van het vriesgedeelte;
- het geluidsniveau.

Een en ander is geregeld in de Gedelegeerde verordening (EU) nr. 1060/2010 van de Commissie van 28 september 2010 houdende aanvulling van Richtlijn 2010/30/EU van het Europees Parlement en de Raad met betrekking tot de energie-etikettering van huishoudelijke koelapparaten.

### Wasmachines, wasdrogers en combinaties
Voor wasmachines en wasdrogers geeft het label het gemiddelde energieverbruik aan van het programma ECO 40-60, met een maximale lading wasgoed (meestal 8 kilo). Ook hier wordt de energie uitgedrukt in kilowattuur:
| A     | B     | C     | D     | E     | F     | G     |
| <0,19 | <0,23 | <0,27 | <0,31 | <0,35 | <0,39 | >0,39 |

Het label geeft ook aan:
- Het totale energieverbruik per wascyclus;
- wasprestaties, met een klasse van A tot G;
- prestaties van de centrifuge;
- maximale centrifugesnelheid;
- totale capaciteit in kilogram;
- waterverbruik per cyclus in liters;
- geluidsniveau tijdens het centrifugeren.

Voor wasdrogers wordt de energiezuinigheid berekend voor het drogen van een maximale lading katoenen wasgoed. Er bestaan twee schalen.
Condensatiedroger:
| A     | B     | C     | D     | E     | F     | G     |
| <0,55 | <0,64 | <0,73 | <0,82 | <0,91 | <1,00 | >1,00 |

Geventileerde droger:
| A     | B     | C     | D     | E     | F     | G     |
| <0,51 | <0,59 | <0,67 | <0,75 | <0,83 | <0,91 | >0,91 |

Het label bevat ook informatie over:
- Energieverbruik per cyclus;
- totale capaciteit;
- type droger;
- geluidsniveau.

Voor wasmachine-drogercombinaties wordt eveneens de katoencyclus als maatstaf gebruikt.
| A     | B     | C     | D     | E     | F     | G     |
| <0,68 | <0,81 | <0,93 | <1,05 | <1,17 | <1,29 | >1,29 |

### Afwasmachines
Op afwasmachines staat vermeld:
- Het energieverbruik in kilowattuur:

| A     | B     | C     | D     | E     | F     | G     |
| <1,06 | <1,25 | <1,45 | <1,65 | <1,85 | <2,05 | >2,05 |

- De efficiëntie van de wascyclus op een schaal van A tot G;
- de efficiëntie van de droogcyclus op een schaal van A tot G;
- de capaciteit van de machine;
- het geluid;
- het waterverbruik in liters.

### Ovens
Op ovens staat:
- Energieverbruik;
- volume in liters;
- type (klein, middelgroot (medium) of groot);
- efficiëntie.

## Airconditioners
Voor airconditioners is het energielabel alleen van toepassing op apparaten van minder dan 12 kW. Op het label staat:
- Het model;
- de energie-efficiëntie op een schaal van A tot G;
- de jaarlijkse hoeveelheid energieverbruik (op de hoogste stand gedurende 500 uur per jaar);
- de maximale koelkracht in kW;
- het type (alleen koelen of een combinatie van koelen en verwarmen);
- koelmode (water of lucht);
- geluidsniveau in decibel.

## Motorvoertuigen

Een Iers CO_{2}-label

In Nederland wordt voor motorvoertuigen niet de uitstoot van koolstofdioxide in grammen per gereden kilometer gebruikt voor het label, maar hoe zuinig een auto is ten opzichte van andere auto's in dezelfde grootteklasse:
| A | Minstens 20% zuiniger   |
| B | 10% tot 20% zuiniger    |
| C | Maximaal 10% zuiniger   |
| D | Maximaal 10% onzuiniger |
| E | 10% tot 20% onzuiniger  |
| F | 20% tot 30% onzuiniger  |
| G | Minstens 30% onzuiniger |

De gegevens over het brandstofverbruik zijn afkomstig van de fabrikant. A is dus zeer zuinig en G is zeer onzuinig binnen dezelfde grootteklasse. Er zijn 3 grootteklassen: Klein (miniklasse en kleine middenklasse), Middelgroot (middenklasse en medium MPV) en Groot (grote middenklasse en MPV). Omdat de energielabels relatief zijn kan een grote zware auto (bijvoorbeeld een suv/terreinauto) een A-label krijgen, terwijl hij veel meer CO2 uitstoot en brandstof verbruikt dan een kleine A-label auto. De zuinigste auto op benzine rijdt 25,6 kilometer en de zuinigste auto op diesel rijdt 30,3 kilometer op een liter. De vrijstelling van wegenbelasting is niet aan het energielabel gekoppeld, maar aan de absolute CO2-uitstoot: maximaal 110 gram per km voor benzine en 95 gram per km voor diesel. Hieronder vallen zowel A-label als B-label auto's.

## Verlichting
Voor verlichting:

Energieklassen van lampen, voor verschillende vermogens en lichtopbrengsten

- Energie-efficiëntie op een schaal van van A tot G (voor 1 september 2021 van A++ tot G);[4]
- de lichtstroom van de lamp in lumen;
- het elektrische verbruik in watt;
- De gemiddelde levensduur in uren (niet verplicht).

De huidige regels voor energielabels voor lampen loopt sterk achter bij de praktijk. Halogeenlampen krijgen een C-label, terwijl die (met het verdwijnen van de gewone gloeilamp) de slechtst presterende lamp is, wat een F- of een G-label zou rechtvaardigen. Ook is er geen differentiatie mogelijk tussen goede en nog betere led-lampen. Lampen van minder dan 4 watt krijgen geen energielabel, (toentertijd vielen alleen de fiets- en kerstlampjes in die categorie), terwijl een goede ledlamp van acht watt evenveel licht geeft als een halogeenlamp van 50 watt, en het daarmee de huishoud-standaard van de nabije toekomst is.

## Gebouwen
In 2002 heeft het Europese Parlement de EPBD-richtlijn aangenomen. Deze richtlijn is gericht op het terugdringen van het energiegebruik van gebouwen, met het oog op vermindering van de uitstoot van o.a. CO2 en om de afhankelijkheid van fossiele brandstoffen te verkleinen.

### Nederland
Op basis van deze Europese richtlijn is het in Nederland verplicht gesteld dat bij vergunningsaanvragen, bij opleveringen en in het kader van verkoop of verhuur van gebouwen een energielabel voorhanden moet zijn. Het energielabel wordt vastgesteld op basis van de energieprestatie van het gebouw.
Er wordt geschat hoeveel kWh (fossiele) energie de woning jaarlijks per vierkante meter (gebruiksoppervlak, niet woonoppervlak) gebruikt voor verwarming, eventuele koeling, warm water. Het energieverbruik van huishoudelijke apparaten telt dus niet mee. Bij utiliteitsfuncties komt hier nog de energie voor verlichting en eventuele bevochtiging bij. Hiervan wordt afgetrokken de warmteterugwinning uit rioolwater en ventilatie, en de energieproductie uit hernieuwbare energiebronnen zoals zonne-energie en warmte uit lucht, water of bodem. Er wordt uitgegaan van gemiddelde bewoning, gemiddeld buitenklimaat en gemiddeld stookgedrag.
Energielabels en Energieprestatie vanaf 1-1-2021 (Nederland)
| A++++ | Minder dan 0   |
| A+++  | Minder dan 50  |
| A++   | Minder dan 75  |
| A+    | Minder dan 105 |
| A     | Minder dan 160 |
| B     | Minder dan 190 |
| C     | Minder dan 250 |
| D     | Minder dan 290 |
| E     | Minder dan 335 |
| F     | Minder dan 380 |
| G     | Meer dan 380   |

Een woning met een A+++-label verbruikt gemiddeld dus een-vijfde van de energie die een woning met een C-label nodig heeft.
Het energielabel is verplicht bij woningen en bij utiliteitsgebouwen, dit zijn kantoren, scholen, fabrieken, kazernes, ziekenhuizen en dergelijke. Een verhuurder hoeft alleen een energielabel te overhandigen bij de aanvang van een nieuw huurcontract. In gebouwen groter dan 250 m² waarin overheidsdiensten of overheidsinstellingen zijn gehuisvest en die voor het publiek toegankelijk zijn, dient per 1 januari 2009 permanent een energielabel aanwezig te zijn. Dit label moet zichtbaar voor het publiek in het gebouw zijn aangebracht.

### België
Sinds 2019 wordt het energielabel vermeld op het energieprestatiecertificaat of EPC (EPB/PEB in Brussel en Wallonië). In Vlaanderen gaat het EPC-label van een rode letter F (slechte score) tot een donkergroene A+ (heel goede score). In Wallonïe gaat het PEB-label van G tot A+; in Brussel gaat het EPB/PEB-label van G tot A. De energieprestatie wordt in België uitgedrukt in kWh/(m² jaar). Dit is de enige manier om gebouwen in verschillende regio's te vergelijken; de letterscores variëren per regio (en land). Een gebouw met een energiegebruik van 290 kWh/(m² jaar) heeft bijvoorbeeld in Vlaanderen nog net een C-score, maar in Brussel een F-score. Voor een dergelijk gebouw mag in Vlaanderen de huur in 2022-2023 wel geïndexeerd worden, maar in Brussel niet.
Energielabels en Energiescore (België)
|    | Vlaanderen (EPC) | Brussel (EPB/PEB) | Wallonië (PEB) |
| A+ | Minder dan 0     | nvt               | Minder dan 45  |
| A  | Minder dan 100   | Minder dan 45     | Minder dan 85  |
| B  | Minder dan 200   | Minder dan 95     | Minder dan 170 |
| C  | Minder dan 300   | Minder dan 150    | Minder dan 255 |
| D  | Minder dan 400   | Minder dan 210    | Minder dan 340 |
| E  | Minder dan 500   | Minder dan 275    | Minder dan 425 |
| F  | Meer dan 500     | Minder dan 345    | Minder dan 510 |
| G  | nvt              | Meer dan 345      | Meer dan 510   |

Op het energieprestatiecertificaat of energielabel staan ook aanbevelingen over hoe het gebouw energiezuiniger gemaakt kan worden.

## Historie
De eerste beperking op het gebruik van fossiele brandstoffen kwam na de oliecrisis van 1973. Politieke ingrepen hadden toen grote invloed op de energiekosten. Het was ook de tijd van de zure regen.
Van de kooldioxide-uitstoot was nog weinig bekend. In het Bouwbesluit van 1992 werd voor het eerst rekening gehouden met die uitstoot. Het energieverlies in gebouwen werd, naar buitenlands voorbeeld, vastgesteld aan de hand van het vloeroppervlak. Daarvoor werd dat verlies gerelateerd aan de bouwschil.
In ± 2000 kregen na apparaten ook gebouwen een energielabel.

## Toezicht
Het toezicht op de aanwezigheid van energielabels, en correctheid van de vermelde informatie, is in Nederland de taak van verschillende overheidsdiensten:
- RDW (Dienst Wegverkeer): motorvoertuigen en autobanden
- Nederlandse Voedsel- en Warenautoriteit: verlichting, huishoudelijke apparaten
- RVO: woningen en utilitaire gebouwen